# (37337) 2001 RH72
2001 RH72 (asteroide 37337) é um asteroide da cintura principal. Possui uma excentricidade de 0.12208290 e uma inclinação de 16.10829º.
Este asteroide foi descoberto no dia 10 de setembro de 2001 por LINEAR em Socorro.